# Paullinia sphaerocarpa
Paullinia sphaerocarpa là một loài thực vật có hoa trong họ Bồ hòn. Loài này được Rich. ex Juss. mô tả khoa học đầu tiên năm 1804.